# Екокоридор
Екокоридор — один з чотирьох центральних складових екомережі. Це просторова ділянка стрічкового типу довільної ширини, яка сполучає між собою природні ядра.
Сутність екокоридору тісно пов'язана з утворенням екомережа: він є невід'ємною складовою екомережі і може охоплювати різні за функціональним призначенням ключові, сполучні та прилеглі території.

## Означення і терміни
Екологічна мережа — єдина територіальна система, яка утворюється задля поліпшення умов щодо формування та відновлення довкілля, підвищення природно-ресурсних спроможностей території країни чи певного регіону, збереження ландшафтного та біологічного різноманіття, місць оселення та зростання цінних видів тваринного і рослинного світу, генетичного фонду, шляхів міграції тварин через поєднання територій та об'єктів природно-заповідного фонду, а також інших територій, які мають особливу цінність для охорони довкілля і відповідно до законів та міжнародних зобов'язань підлягають особливій охороні.
До структурних елементів екомережі відносяться ключові, сполучні, буферні та відновлювальні території.
- Екологічний коридор — велика за розмірами територія, яка може охоплювати різні за корисним призначенням ключові, сполучні та буферні території.
- Ключові території забезпечують збереження найцінніших і найтиповіших для даного регіону складників ландшафтного та біотичного різноманіття, стосуються середовищ існування рідкісних і таких, що перебувають під загрозою зникнення видів тварин і рослин. Переважно мають у своєму складі місцевості та об'єкти природно-заповідного фонду, відсоток яких значно перевищує подібний в цілому по країні, а також інші території, що відповідають умовам, визначеним національним природоохоронним законодавством або міжнародними нормативно-правовими актами (конвенціями, угодами, договорами тощо).
- Сполучні території (екологічні коридори місцевого рівня) поєднують між собою ключові території, забезпечують міграцію тварин та обмін генетичного матеріалу. Сполучні території можуть мати самостійне значення для збереження біо- та ландшафтного різноманіття. Перелік сполучних територій екомережі містить території, що забезпечують зв'язки між ключовими територіями та цілісність екомережі.
- Буферні території забезпечують захист ключових та сполучних територій від антропогенного впливу. Є перехідними смугами між природними територіями і територіями господарського використання. Перелік буферних зон екомережі охоплює території навколо ключових територій екомережі, які запобігають негативному впливу господарської діяльності на суміжних територіях.

## Екологічні коридори в Україні

### Деснянський екологічний коридор
Національним екологічним центром України видано книгу «Деснянський екологічний коридор», присвячену утворенню екомережі та питанням охорони біорізноманіття в долині р. Десна. Книжка підготовлена колективом авторів в межах проєкту «Розвиток Деснянського коридору як частини національної екологічної мережі України», який виконувався за підтримки Посольства Королівства Нідерландів в Україні.

На сторінках книжки читач зможе ознайомитись з інформацію про біорізноманіття, охоронювані території придеснянського краю, планами створення Національного природного парку «Подесіння» та його майбутньою структурою. Книга подає оригінальні розробки щодо зонування майбутнього національного парку та розробку детальної структури всього Деснянського екологічного коридору.

### Дніпровський екологічний коридор
Видано матеріали семінару «Дніпровський екологічний коридор: сучасний стан і перспективи»

Підготовлено видання як підсумок розробки Бази даних щодо біорізноманіття ключових водно-болотних угідь Дніпровського екологічного коридору.

Видання містить інформаційні описи 14 ядер, які забезпечують збереження найцінніших і найтиповіших для даного регіону компонентів ландшафту та біорізноманіття. Надано інформацію щодо фізико-географічних особливостей територій/акваторій, сучасного стану типових видів, раритетних видів та угруповань, наявності об'єктів природно-заповідного фонду тощо. Видання розраховане на фахівців у галузі екології, охорони довкілля, викладачів та студентів ВНЗ біологічних, географічних та екологічних спеціальностей, працівників державних природоохоронних установ, членів громадських екологічних організацій.

### Південно-Бузький меридіональний екологічний коридор
Південно-Бузький меридіональний екологічний коридор: стислий огляд біорізноманіття та найцінніші території. Книжка містить стислий огляд біорізноманіття басейну р. Південний Буг і дані щодо найцінніших територій, які збереглися у долині річки та поряд з нею. Наведені матеріали є першим кроком до розробки детальної схеми Південно-Бузького екологічного коридору та його практичного створення. До книжки додається CD, що містить різноманітну картографічну інформацію, фотографії та текст цієї публікації в електронному вигляді.

### Західний Буг— європейський екологічний коридор
Західний Буг розглядається як частина розбудовуваної загальноєвропейської екологічної мережі, створення якої підтримує Європейський Союз.

## Розміри коридорів
Щоби ввести в дію ефективні коридори для слонів та інших великих тварин, наприклад у Шрі-Ланці було сформульовано такі правила політики уряду: коридор повинен становити не менше 5 км завширшки, що відповідає маршруту міграції, та прилеглі зони, щоби захистити його з обох сторін. Кожна буферна зона повинна бути не менше 500 м в ширину в лісових плантаціях, або 1,5 км завширшки на пасовищах. Шляхи пересування тварин можуть бути удосконалені шляхом створення колодязів і підсаджування рослинності там, де це необхідно. Коридор повинен пильнуватися охоронцями, розташованими через 6 км (Rudran і співавт., 1980). Ці заходи привели до створення мережі коридорів на національному рівні.

## Ресурси Інтернету
- Методичні рекомендації щодо розроблення схем регіональної екомережі
- Про Координаційну раду з питань формування національної екомережі Постанова Кабінету міністрів України «Про утворення Координаційної ради з питань формування національної екологічної мережі»
- Програма розвитку екологічної мережі Луганської області // Центр з впровадження інновацій 2011[недоступне посилання з липня 2019]